# Satiro Lusetti
Satiro Lusetti (Bagnolo in Piano, 11 luglio 1922 – Milano, 20 gennaio 1974) è stato un calciatore italiano, di ruolo portiere.

## Carriera
Cresciuto nelle giovanili della Reggiana, disputa con i granata un campionato di Serie C e due di Serie B dal 1939 al 1942, per poi trasferirsi al Modena con cui vince il campionato di Serie B 1942-1943.
Nel 1945, alla ripresa dell'attività dopo l'interruzione bellica, passa all'Andrea Doria, di cui difende la porta in tutti i 26 incontri dell'anomalo Campionato Alta Italia 1945-1946. Dopo la fusione con la Sampierdarenese del 1º agosto 1946 si ritrova nella rosa della neonata Sampdoria.
Per cinque anni difende la porta della formazione genovese vivendo un lungo dualismo con l'altro estremo difensore della rosa, Pietro Bonetti, proveniente dalla Sampierdarenese. Lusetti è infatti disputa 14 presenze nella stagione 1946-1947 per poi imporsi come titolare nell'annata successiva (5 sole presenze in campionato), ed essere successivamente relegato fra le riserve (18 presenze in 2 stagioni dal 1949 al 1951.
Nell'annata 1950-1951, dopo la cessione di Bonetti al Genoa, scende in campo con più regolarità (21 presenze alternandosi con Vincenzo Reverchon), mentre nell'annata successiva l'arrivo del Nazionale Bepi Moro non gli permette di scendere in campo in neppure un incontro di campionato. Passa quindi alla Lucchese con cui disputa il campionato di Serie B 1952-1953 concluso dai toscani con la retrocessione in Serie C, torna alla Sampdoria, nuovamente senza mai essere schierato in campionato, per poi chiudere l'attività agonistica con l'Aosta in IV Serie.
In carriera ha totalizzato complessivamente 88 presenze nella Serie A a girone unico e 82 presenze in Serie B.

## Palmarès

### Giocatore

#### Competizioni nazionali
- Serie B: 1

Modena: 1942-1943
- Serie C: 1

Reggiana: 1939-1940